# مکمیلین (واشینگتن)
مکمیلین (به انگلیسی: McMillin) یک منطقهٔ مسکونی در ایالات متحده آمریکا است که در واشینگتن واقع شده‌است. مکمیلین ۴٫۳ کیلومتر مربع مساحت و ۱٬۵۴۷ نفر جمعیت دارد.